# Protocol TALQ
 (mai 2025).
Le TALQ Protocol est un protocole standardisé pour les réseaux d’équipements smart city, qui permet l’interopérabilité entre les logiciels de contrôle, commande, monitoring et de gestion centralisée (aussi appelés CMS) et les réseaux contrôleurs installés sur les équipements des villes (aussi appelé ODN pour Outdoor Device Network) de fabricants différents.

## TALQ Protocol
Le protocole Smart City TALQ (Protocole TALQ/Spécifications TALQ) est un protocole de communication qui permet la connexion de multiples réseaux de contrôleurs (ODN) avec des logiciels de gestion centralisés (CMS). Le protocole TALQ est défini comme une OpenAPI Specification, qui suit l’approche RESTful avec un modèle de données JSON, bâtie sur les principes et protocoles TCP/IP et HTTPS.
À l’origine, le protocole TALQ était principalement utilisé pour le pilotage de l’éclairage public des villes, puis ce protocole a été étendu pour supporter d’autres applications smart city. Le protocole est considéré comme un standard global pour smart city/IoT, et la légitimité du standard TALQ a été reconnue internationalement.

### Historique
TALQ a été créé en 2012 pour résoudre les problèmes d’interopérabilité entre les systèmes de contrôle de l’éclairage public, en unifiant des langages propriétaires utilisés entre les contrôleurs installés sur les luminaires (e.g., contrôleurs d’éclairage public, contrôleurs d’armoires d’éclairage public), et les logiciels de contrôle et de gestion de l’éclairage aussi appelés CMS. En effet, les fabricants utilisent des protocoles propriétaires à l’intérieur de différents types de réseaux de communication (OLN),,. C’est pourquoi le consortium TALQ a introduit le concept de TALQ Bridge (plus tard appelé Gateway) qui identifie le réseau de communication (OLN) et traduit les informations, messages et commandes pour le logiciel de gestion centralisé (CMS).
Plus tard, en 2017, l’objectif du consortium a été étendu pour supporter d’autres applications smart city,,. En 2021, le protocole TALQ et ses spécifications ont été publiées comme une ressource publique sur GitHub.

### Développement et principes opératoires
Dans le protocole TALQ, la « TALQ Gateway » représente les réseaux de contrôleurs physiques (ODN). Elle traduit les données, les commandes ou les programmes véhiculés par des protocoles propriétaires sur ces réseaux en information standardisées au modèle de donnée TALQ qui peuvent être comprises et utilisées par tout logiciel de contrôle et de gestion (CMS). Ces messages utilisent le modèle de données TALQ exprimé au format JSON.
TALQ est une technologie indépendante des protocoles propriétaires disponibles sur les réseaux de contrôleurs (ODN). Il fournit une interface commune entre les TALQ Gateway et les CMS. Les équipements physiques, les contrôleurs d’éclairage par exemple, sont représentés par un ensemble de fonctions ayant une liste d’attributs et d’évènements standardisés. Un exemple de fonctions pour un contrôleur de luminaire est la fonction LampActuator, qui contient les commandes, les attributs de mesure, les statuts et les évènements associés. Le protocole TALQ fournit les fonctions nécessaires pour chaque métier smart city, qui peuvent être utilisées à la conception de tout contrôleur ou équipement, et même enrichis de fonctionnalités spécifiques au fabricant en étendant et en intégrant les fonctionnalités du protocole,. 
Ces fonctionnalités spécifiques permettent à chaque fabricant de se différencier des autres. 

### Fonctionnalités
Le protocole TALQ n’est pas limité à l’éclairage public, mais peut aussi être utilisé par tout autre applications smart city comme  la gestion des déchets, l’occupation des places de parking, le monitoring du trafic routier, la gestion de l’énergie ou encore la collecte de données environnementales. Les fonctionnalités supportées inclus, entre autres, la programmation des contrôleurs, le contrôle dynamique en fonction de capteurs locaux, la configuration à distance des contrôleurs, le monitoring des valeurs mesurées notamment pour réaliser des économies d’énergie, la gestion des équipements monitorés, la gestion des évènements, les notifications de défauts et d’alarmes pour l’optimisation de la maintenance des équipements de la ville.
Lors du choix d’applications smart city comme le monitoring du trafic, la gestion des déchets, ou encore l’éclairage public intelligent, spécifier le protocole standardisé TALQ permet aux villes et aux fournisseurs de services d’éviter d’être bloqué par un seul fabricant et d’avoir le choix de nombreux systèmes compatibles entre eux.

## TALQ Consortium
Le consortium TALQ a été créé en 2012 par six sociétés Philips (depuis renommée Signify N.V.), Zumtobel, Schréder, Harvard Engineering, Streetlight Vision (depuis acquis par Itron Inc.) et Kingsun,,. Les années qui suivirent, d’autres sociétés ont rejoint le consortium TALQ,, et en 2021, le consortium a atteint 50 membres. L’ objectif du consortium TALQ était de faire progresser le marché de l’éclairage public intelligent en créant ce protocole de communication standardisé et générique, en l’appliquant d’abord à l’éclairage public intelligent,. 
Le rôle du consortium est de gérer les versions et les évolutions du protocole smart city TALQ. Ceci inclut la livraison de nouvelles versions et la gouvernance dans l’édition des spécifications techniques et fonctionnelles du protocole, aussi bien que sa promotion et la vérification de la régularité des certifications TALQ passées par les systèmes.
Dans son processus de certification TALQ, le consortium évalue la conformité des tests de compatibilité que les fabricants font soumettre à leurs produits en utilisant l’outil de certification TALQ (TCT) disponible en ligne, tant pour leur complétude que pour leur exactitude, ceci afin d’assurer que les implémentations du protocole sont robustes. Pour utiliser l’outil de certification TALQ (TCT) et obtenir la certification TALQ, les fournisseurs de solutions doivent rejoindre le consortium. Depuis 2017, de nombreux fournisseurs de produits matériels et logiciels ont intégrés le standard TALQ avec succès et leurs demandes de certification ont été acceptées et approuvées par le consortium.
Le consortium est membre de l’organisation IEEE de gestion des standards industriels et technologiques (IEEE-ISTO), une organisation à but non lucratif pour le développement de standards au travers de consortium technologiques et industriels, d’associations de consommateurs ou d’autres entités similaires.